# Elaphoglossum acutum
Elaphoglossum acutum är en träjonväxtart som först beskrevs av Fée, och fick sitt nu gällande namn av Alexander Curt Brade. Elaphoglossum acutum ingår i släktet Elaphoglossum och familjen Dryopteridaceae. Inga underarter finns listade.